# Hygrophorus
Hygrophorus es un género de hongos de la familia Hygrophoraceae. Se caracterizan por producir las setas esporadas de color blanco y por poseer un píleo viscoso o baboso. La mayoría de las especies poseen láminas separadas y decurrentes.

## Especies
Las especies de este género son:
- Hygrophorus abieticola
- Hygrophorus acutus
- Hygrophorus adiaphorus
- Hygrophorus agathosmus
- Hygrophorus albicarneus
- Hygrophorus albicastaneus
- Hygrophorus albiflavus
- Hygrophorus albinellus
- Hygrophorus albipes
- Hygrophorus albofuscus
- Hygrophorus alboumbonatus
- Hygrophorus amarus
- Hygrophorus amygdalinus
- Hygrophorus arbustivus
- Hygrophorus arenicola
- Hygrophorus arnoldae
- Hygrophorus atramentosus
- Hygrophorus atro-olivaceus
- Hygrophorus aurantiacus
- Hygrophorus avellaneifolius
- Hygrophorus badakensis
- Hygrophorus bakerensis
- Hygrophorus bakeri
- Hygrophorus barbatulus
- Hygrophorus bipindiensis
- Hygrophorus brevipes
- Hygrophorus buccinulus
- Hygrophorus burgdorfensis
- Hygrophorus burnhamii
- Hygrophorus caeruleus
- Hygrophorus caespitosus
- Hygrophorus camarophylloides
- Hygrophorus camarophyllus
- Hygrophorus carcharias
- Hygrophorus carnescens
- Hygrophorus cavipes
- Hygrophorus chrysoconos
- Hygrophorus chrysodon
- Hygrophorus cinereipallens
- Hygrophorus cokeri
- Hygrophorus coloratus
- Hygrophorus compressus
- Hygrophorus congelatus
- Hygrophorus conicopalustris
- Hygrophorus constans
- Hygrophorus corticola
- Hygrophorus cossus
- Hygrophorus cremeus
- Hygrophorus cremicolor
- Hygrophorus croceophyllus
- Hygrophorus croceus
- Hygrophorus decipiens
- Hygrophorus diaphanes
- Hygrophorus dichrous
- Hygrophorus discoxanthus
- Hygrophorus eburneiformis
- Hygrophorus eburneus
- Hygrophorus elegans
- Hygrophorus elegantulus
- Hygrophorus ellenae
- Hygrophorus erubescens
- Hygrophorus fagi
- Hygrophorus fallax
- Hygrophorus fibrillosus
- Hygrophorus flavonitens
- Hygrophorus fleischerianus
- Hygrophorus foliirubens
- Hygrophorus fragicolor
- Hygrophorus fragrans
- Hygrophorus fuligineus
- Hygrophorus fulvosiformis
- Hygrophorus fumosellus
- Hygrophorus furcatus
- Hygrophorus fuscoalboides
- Hygrophorus fuscovillosulus
- Hygrophorus gedehensis
- Hygrophorus globisporus
- Hygrophorus gloriae
- Hygrophorus glutinosus
- Hygrophorus glyocyclus
- Hygrophorus goetzii
- Hygrophorus gomphidioides
- Hygrophorus graciae
- Hygrophorus graveolens
- Hygrophorus hedrychii
- Hygrophorus hiemalis
- Hygrophorus hispidus
- Hygrophorus hyacinthus
- Hygrophorus hypholomoides
- Hygrophorus hypothejus
- Hygrophorus igneus
- Hygrophorus imazekii
- Hygrophorus impudicus
- Hygrophorus inocybiformis
- Hygrophorus inocyboides
- Hygrophorus involutus
- Hygrophorus isabellinus
- Hygrophorus jozzolus
- Hygrophorus juruensis
- Hygrophorus kauffmanii
- Hygrophorus kilimandscharicus
- Hygrophorus korhonenii
- Hygrophorus lactarioides
- Hygrophorus latitabundus
- Hygrophorus lawrencei
- Hygrophorus leucophaeo-ilicis
- Hygrophorus lignicola
- Hygrophorus lilacinogriseus
- Hygrophorus lindtneri
- Hygrophorus lucorum
- Hygrophorus luridoflavus
- Hygrophorus mamillatus
- Hygrophorus marianae
- Hygrophorus maroniensis
- Hygrophorus marzuolus
- Hygrophorus megasporus
- Hygrophorus mesotephrus
- Hygrophorus mexicanus
- Hygrophorus montanus
- Hygrophorus monticola
- Hygrophorus morrisii
- Hygrophorus mugnalus
- Hygrophorus multifolius
- Hygrophorus mutabilis
- Hygrophorus nemoreus
- Hygrophorus nigridius
- Hygrophorus niveicolor
- Hygrophorus nordmanensis
- Hygrophorus nothofagi
- Hygrophorus obconicus
- Hygrophorus obscuratus
- Hygrophorus occidentalis
- Hygrophorus ochraceomellinus
- Hygrophorus odoratus
- Hygrophorus olivaceoalbus
- Hygrophorus penarius
- Hygrophorus persoonii
- Hygrophorus penarioides
- Hygrophorus olivaceonitens
- Hygrophorus olivaceus
- Hygrophorus olivascens
- Hygrophorus opacoides
- Hygrophorus pacificus
- Hygrophorus paigei
- Hygrophorus pallidus
- Hygrophorus paludosoides
- Hygrophorus paludosus
- Hygrophorus palustris
- Hygrophorus patagonicus
- Hygrophorus penarioides
- Hygrophorus penarius
- Hygrophorus penarius
- Hygrophorus perfumus
- Hygrophorus persicolor
- Hygrophorus persoonii
- Hygrophorus piceae
- Hygrophorus pinetorum
- Hygrophorus plumbeus
- Hygrophorus poetarum
- Hygrophorus proximus
- Hygrophorus pseudochrysaspis
- Hygrophorus pseudococcineus
- Hygrophorus pseudodiscoideus
- Hygrophorus pseudoericeus
- Hygrophorus pseudoisabellinus
- Hygrophorus pseudolucorum
- Hygrophorus pseudopallidus
- Hygrophorus pseudoparvulus
- Hygrophorus pseudotephroleucus
- Hygrophorus pudorinus
- Hygrophorus pulcherrimus
- Hygrophorus purpurascens
- Hygrophorus purpureobadius
- Hygrophorus pustulatus
- Hygrophorus pyrophilus
- Hygrophorus quadricolor
- Hygrophorus quercuum
- Hygrophorus recurvatus
- Hygrophorus robustus
- Hygrophorus roseiceps
- Hygrophorus roseobrunneus
- Hygrophorus roseodiscoideus
- Hygrophorus roseus
- Hygrophorus rubellus
- Hygrophorus rubripes
- Hygrophorus rubrococcineus
- Hygrophorus rubropunctus
- Hygrophorus rufus
- Hygrophorus russula
- Hygrophorus russuliformis
- Hygrophorus salmonipes
- Hygrophorus salmonicolor
- Hygrophorus saxatilis
- Hygrophorus secretanii
- Hygrophorus segregatus
- Hygrophorus serotinus
- Hygrophorus siccipes
- Hygrophorus siccus
- Hygrophorus silvaticus
- Hygrophorus sitchensis
- Hygrophorus sordidus
- Hygrophorus speciosus
- Hygrophorus sphaerosporus
- Hygrophorus spodoleucus
- Hygrophorus squamulifer
- Hygrophorus stagninus
- Hygrophorus stowellii
- Hygrophorus subalpinus
- Hygrophorus subaromaticus
- Hygrophorus subaustraligus
- Hygrophorus subbasidiosus
- Hygrophorus subcaespitosus
- Hygrophorus subcitrinopallidus
- Hygrophorus subcoccineus
- Hygrophorus subconicus
- Hygrophorus subellenae
- Hygrophorus subflavidus
- Hygrophorus subfusoideus
- Hygrophorus subisabellinus
- Hygrophorus sublutescens
- Hygrophorus subminiatus
- Hygrophorus subniveus
- Hygrophorus subolivaceoalbus
- Hygrophorus subpratensis
- Hygrophorus subpungens
- Hygrophorus subpustulatus
- Hygrophorus subruber
- Hygrophorus subrufescens
- Hygrophorus subsalmonius
- Hygrophorus subsordidus
- Hygrophorus subvirgineus
- Hygrophorus subviscifer
- Hygrophorus suzannae
- Hygrophorus sydowianus
- Hygrophorus tahquamenonensis
- Hygrophorus tenax
- Hygrophorus tennesseensis
- Hygrophorus terebratus
- Hygrophorus tessellatus
- Hygrophorus testaceus
- Hygrophorus tjibodensis
- Hygrophorus uliginosus
- Hygrophorus umbrinus
- Hygrophorus undulatus
- Hygrophorus unicolor
- Hygrophorus variabilis
- Hygrophorus variicolor
- Hygrophorus vaticanus
- Hygrophorus velatus
- Hygrophorus vernalis
- Hygrophorus vinicolor
- Hygrophorus virgatulus
- Hygrophorus viscidipes
- Hygrophorus viscosissimus
- Hygrophorus waikanaensis
- Hygrophorus westii
- Hygrophorus whitei